# ساتيرة فافونيوسية
ساتيرة فافونيوسية (الاسم العلمي:Satyrus favonius) هي نوع من الحشرات تتبع جنس الساتيرة من فصيلة الحورائيات.